# Rollende Landstraße

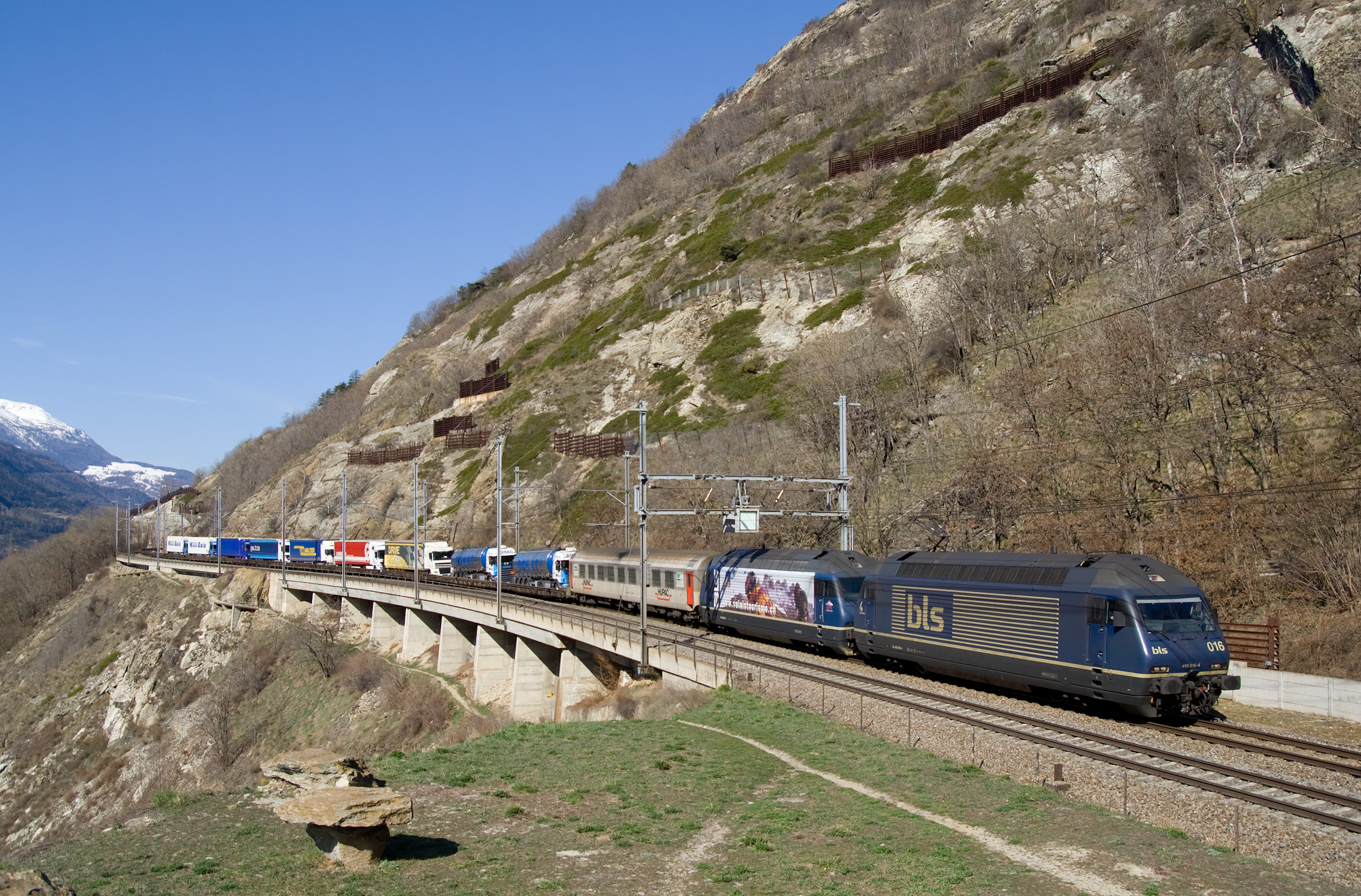
RoLa op de zuidelijke helling van de Lötschberg, getrokken door twee BLS Re 465

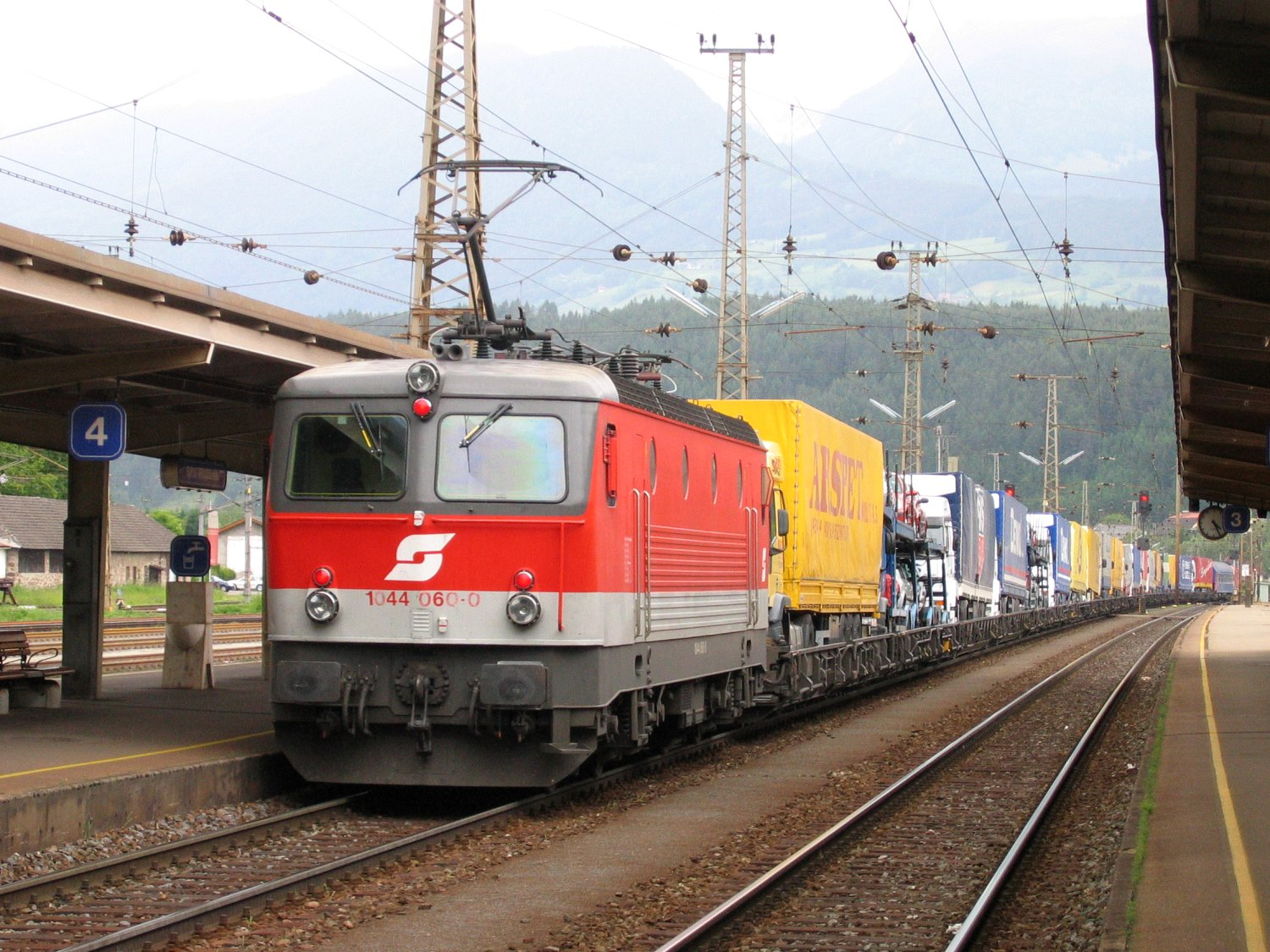
RoLa op de Tauernspoorlijn in station Spittal-Millstättersee

De Rollende Landstraße (afgekort RoLa) is een transportsysteem voor het 'begeleid gecombineerd verkeer' op rails met een speciale trein waarop vrachtwagens en opleggers geplaatst worden. In Zwitserland wordt de afkorting RoLa vertaald in Rollende Autobahn. 
Hiervoor gebruikt men kortgekoppelde lagevloerwagens met speciale kleine wielen die een diameter hebben van (380/360/335 mm). De chauffeur is tijdens de rit in de begeleidingswagen in de vorm van een zit- of ligwagen aanwezig. Op de eindpunten van de verbinding zijn speciale terminals voor het beladen en ontladen van de trein.

## Voordeel
De voordelen van RoLa zijn zowel economisch als ecologisch: het vervoersbedrijf bespaart hierbij op brandstof, kilometerheffing en komt op deze trajecten niet in de file tot stilstand. Het voertuig legt minder kilometers af en de chauffeur krijgt hierdoor de voorgeschreven rusttijd zonder dat het transport stilstaat. Ook hoeft bij andere beperkingen zoals nacht- en weekendverbod voor zware vrachtauto's het transport niet stil te staan. 

## Kritiek
De chauffeurs bekritiseren de inrichting zoals de stijgende kosten en de afhankelijkheid van de lange laadtijden volgens de dienstregeling. Ze vinden dat er veel dood gewicht vervoerd wordt. Een oplossing om hoogte van het dood gewicht te beperken is het vervoeren van alleen de oplegger met of zonder lading als ruilobject waarbij de trekker met een andere oplegger terugkeert.

## RoLa-transport
De meeste RoLa-transporttrajecten lopen van Beieren over Tirol naar Italië of naar Centraal-Europa. Voor Oostenrijk, het traditionele transportland, is de RoLa een belangrijk transportsysteem. 
De vrachtauto's die met de veerboot uit Turkije in de haven van Triëst aankomen, kunnen met een directe RoLa-verbinding naar Salzburg gereden worden. De chauffeurs gaan in dit geval eerst per vliegtuig van de luchthaven van Ljubljana naar Triëst waar ze hun vrachtauto's overnemen. 
In Zwitserland rijden de RoLa-treinen over de Gotthardspoorlijn en ook over de Lötschberg spoorlijn - Simplontunnel.

## Bedrijfsvoering

### Oostenrijk
De Ökombi Gmbh baat de Rollende Landstraße in Oostenrijk. De Ökombi Gmbh is een dochter onderneming van RCA AG (goederenvervoerder van de ÖBB). Er rijden dagelijks tot tachtig RoLa treinen binnen Oostenrijk en van Oostenrijk naar Duitsland, Italië, Slowakije en Hongarije. Er rijden ook RoLa-treinen over de Brenner van Trente (Italië) naar Regensburg (Duitsland).

### Zwitserland
Treinvervoerder Hupac AG uit Chiasso baat de Rollende Landstraße in Zwitserland uit. Op het traject van Freiburg im Breisgau naar Novara wordt dit gedaan door de dochteronderneming RAlpin AG uit Olten. De BLS verzorgt voor deze trein de tractie op het traject van Freiburg im Breisgau naar Domodossola. Onderweg wordt in Spiez tractie gewisseld en in Domodossola neemt de Ferrovie dello Stato (FS) de trein over en brengt deze naar Novara.